# Batalla de Santa Coloma de Gramanet
La batalla de Santa Coloma de Gramanet tuvo lugar el 26 de noviembre de 1471 en las cercanías de Santa Coloma de Gramanet en la etapa final de la Guerra Civil Catalana. Resultó una rotunda victoria del bando realista fiel a Juan II de Aragón frente al bando «rebelde» de las instituciones catalanas que habían proclamado cinco años antes como su soberano a Renato de Anjou.

## Antecedentes
La muerte en diciembre de 1470 de Juan de Anjou, lugarteniente de Cataluña nombrado por su padre Renato de Anjou, siendo sustituido por Juan de Lorena, hijo natural de aquel, no supuso inicialmente un duro revés militar para la causa «rebelde», pues pocos días después del fallecimiento de Juan de Anjou el ejército de la Diputación del General tomaba Cadaqués y en los meses siguientes Berga, el 23 de abril de 1471, y Tamarit, el 10 de septiembre. Pero esta fue su última victoria pues a finales del verano de ese año Juan II de Aragón organizó una gran ofensiva con el objetivo de tomar Barcelona. Y conforme esta avanzaba el clima de derrota se iba extendiendo entre las filas «rebeldes». La primera muestra fue el paso al bando realista de los defensores de Gerona, espoleados también por los sobornos que recibieron. Así el 18 de octubre entraron en la ciudad sin combatir las huestes de Juan II al mando de su nuevo lugarteniente en Cataluña, el maestre de la Orden de Montesa. Inmediatamente después cayó en manos realistas prácticamente todo el Bajo Ampurdán, mientras que en la comarca del Vallés las tropas al mando de Alfonso de Aragón y del conde de Prades tomaban Sant Cugat del Vallés, Sabadell y Granollers, culminando su ofensiva con la gran victoria de la batalla de Santa Coloma de Gramanet.

## La batalla
A mediados de noviembre de 1471 las tropas realistas intentaron tomar la torre Balldovina en Santa Coloma de Gramanet. En auxilio de los cercados acudió un ejército de la Diputación del General al mando de Dionisio de Portugal y Jaime Galiotto, pero el 26 de noviembre resultó derrotado por el ejército comandado por Alfonso de Aragón y el conde de Prades.
Así relató el acontecimiento el Manual de Novells Ardits de Barcelona:

Novembre, dimarts XXIV. Lo dit jorn hisqué de la present Ciutat Jacobo Galioto, capitá general de la gent d’armes, e Don Dionís, capità de molts genets ab molta gent a peu los quals eren en nombre de IIII mil hòmens a peu, e los cavals en nombre de CL per anar a socorrer XXX cavallers que lo Mestre fill del Rey don Johan tenia asetiats a una torra prop Santa Coloma de Gramanet. E com fforen alí per mala destressa de Jacobo Galioto fforen derrotats los nostres. E fou près los dits Jacob e don Dionís e morta molta gent de peu, e presos passats II mil hòmens de què fou gran dempnatje a la present ciutat.
Noviembre, martes XXIV. Dicho día salió de la presente Ciudad Jacobo Galioto, capitán general de la gente de armas, y Don Dionís, capitán de muchos jinetes con mucha gente a pie los cuales era en número de IIII hombres a pie, y los caballos en número de CL para ir a socorrer XXX caballeros que el Maestre hijo del Rey don Juan tenía asediados en una torre cerca de Santa Coloma de Gramanet. Y como fueron allí por mala destreza de Jacobo Galioto fueron derrotados los nuestros. Y fueron cogidos los dichos Jacobo y don Dionís y muerta mucha gente de a pie, y presos más de II mil hombres de que fue gran perjuicio a la presente ciudad.

F. Xavier Hernández Cardona comenta que «si los datos de esta fuente son ciertos, hecho probable, los barceloneses padecieron una derrota terrible delante de la torre Balldovina, y parte de sus reservas humanas quedaron agotadas».

## Consecuencias
Como ha señalado Jaume Vicens Vives, con la victoria de Santa Coloma de Gramanet, «el cerco de Barcelona era un hecho inevitable».
Por otro lado, la victoria realista acentuó la crisis del bando «rebelde» y las discrepancias en su seno. Según Jaume Vicens Vives, «el barco de la revolución iba a la deriva, y ya nadie tenía autoridad para imponer una decisión concreta a los males de que padecían». La única esperanza que les quedaba era la ayuda del Reino de Francia, pero esta no llegaría porque Luis XI estaba envuelto en la guerra que le había declarado el duque de Borgoña Carlos el Temerario, aliado de Juan II de Aragón.
En enero de 1472 el ejército de Juan II inició la conquista del Alto Ampurdán y sucesivamente fueron cayendo en sus manos Figueras, el 12 de enero; Torroella de Montgrí, el 19 de marzo; Rosas, el 28 de marzo. Sin embargo, el 4 de abril sufrió una severa derrota en las cercanías de Perelada a manos del ejército angevino apoyado por unas fuerzas francesas al mando de Antoine de Lau y el rey Juan II estuvo a punto de ser hecho prisionero. Pero el ejército realista se rehízo rápidamente y el 19 de abril se apoderó de Perelada con lo cual cerró el paso de Panissars que permitía el acceso desde el Rosellón al resto de Cataluña. El cerrojo pirenaico fue completado con la rendición de Castellón de Ampurias el 20 de junio. El 16 de octubre se rendiría Barcelona después de un prolongado asedio, poniéndose fin así a la Guerra Civil Catalana.